# Georg Wilhelm Keßler

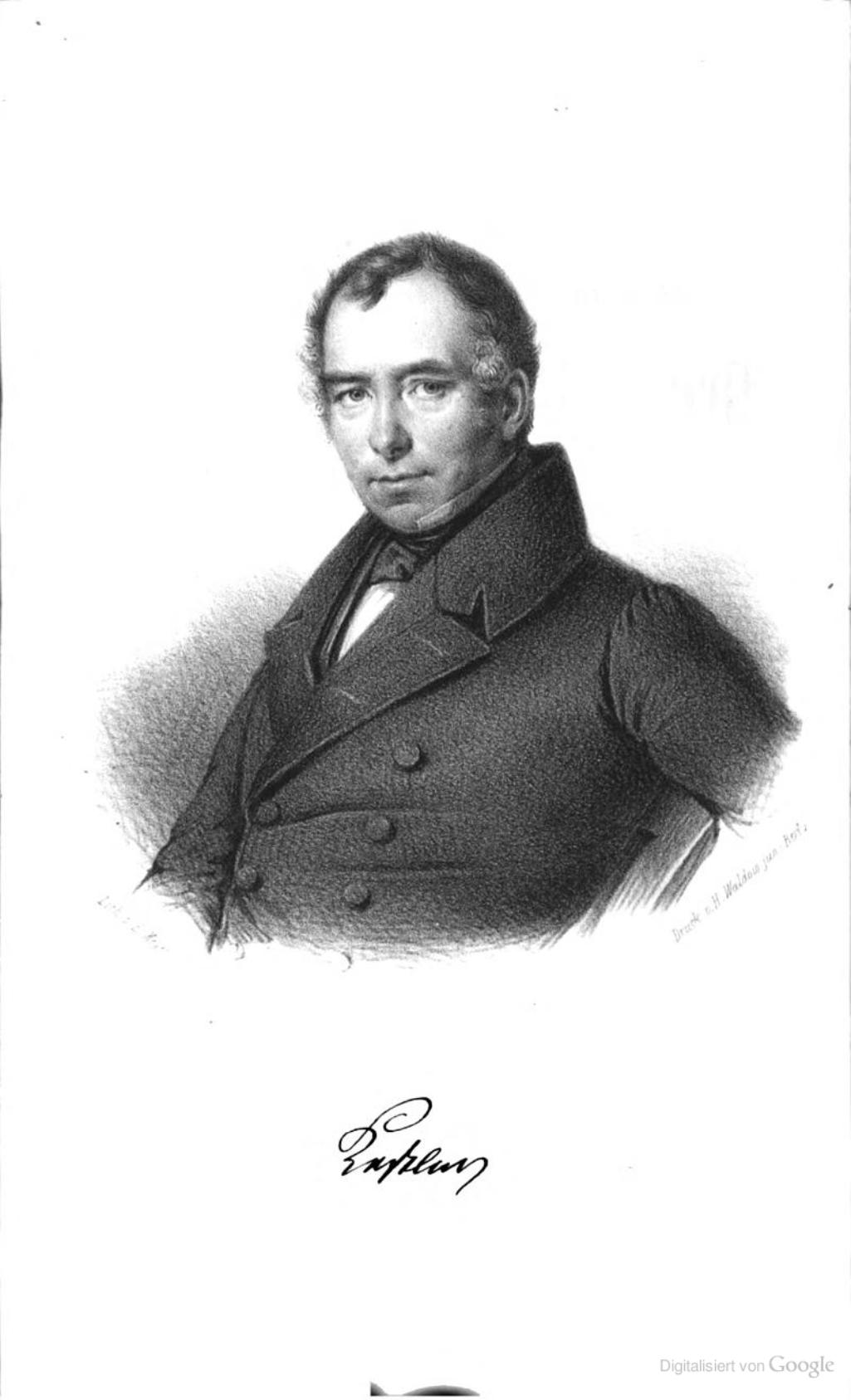
Georg Wilhelm Keßler (1782–1846)

Georg Wilhelm Keßler (* 24. März 1782 in Herpf bei Meiningen; † 18. Mai 1846 in Berlin) war Königlich preußischer Wirklicher Geheimer Rat, dann Regierungspräsident von Arnsberg und Schriftsteller.

## Leben und Wirken
Keßler war Sohn eines Pfarrers. Nach dessen frühen Tod lag die Vormundschaft in den Händen von  Anton Heim, Hofadvokat u. Hofrat in Meiningen, der sich um seine Erziehung kümmerte. Nach Elementarunterricht besuchte Keßler zunächst die Stadtschule und später das Gymnasium in Meiningen. Als er 11 Jahre alt war, starb auch seine Mutter und Keßler lebte von nun an bei seinem Vormund Heim. Nach seinem Abitur im Jahr 1800 studierte er unter dürftigen Bedingungen Jura in Jena. Zur Finanzierung seines Lebensunterhalts nahm er in Berlin im Jahr 1802 mehrere Hofmeisterstellen (das heißt wohl Hauslehrerposten) an. 
Ab 1806 war Keßler dann Referendar bei der kurmärkischen Kammer. Noch im selben Jahr machte er eine sechsmonatige Reise, zusammen mit seinem Jugendfreund Prinz Max von Neuwied und dem Grafen Reuß in die Schweiz, von der Keßler später in einem Buch berichtete. Anschließend arbeitete Keßler bei der Regierung in Potsdam unter Bassewirz und von Ludwig von Vincke. Im Jahr 1810 machte Keßler das Assessor-Examen, wurde kurz darauf zum Hofrat ernannt und heiratete am 20. März 1812 in Berlin die Nichte seines Vormundes, Auguste Juliane Heim (1792–1820), Tochter des bekannten Mediziners Dr. Ernst Ludwig Heim, Ehrenbürger von Berlin. Mit ihr hatte er eine Tochter Wilhelmine Keßler (1819–1820) und drei Söhne. Der älteste Sohn Julius Keßler (1813–1838) starb im Alter von 25 Jahren. Der zweite Sohn Max Kessler war auftragsweise Landrat des Siegkreises. Der jüngste Sohn Anton Kessler war der spätere Landrat des Landkreises Duisburg. 
Zwischen 1813 und 1814 nahm Keßler als Hauptmann in den Befreiungskriegen teil. Zeitweise war er zu dieser Zeit Zivilkommissar in Sachsen und der Niederlausitz. Zuletzt war er zum russischen Hauptquartier in Hamburg abkommandiert.
Im August 1816 kam Keßler als Regierungsdirektor nach Münster und 1819 wechselte er nach Frankfurt (Oder). Nach dem Tod seiner Frau Auguste ehelichte er am 13. Juli 1824 in Berlin – getraut von Friedrich Schleiermacher – deren Base Friederike Heim, die ehemalige Verlobte des Dichters Friedrich Rückert. Ab 1825 arbeitete Keßler als Geheimer Oberfinanzrat im (Finanz-)Ministerium in Berlin und erhielt die Direktion der Domänen- und Forstverwaltung. Als 1835 seine Abteilung zu einem eigenständigen Ministerium unter einem Minister Adalbert von Ladenberg umgewandelt wurde, bat Keßler um die Versetzung in ein anderes Amt. 
Von 1836 bis 1845 amtierte er als Regierungspräsident in Arnsberg. Obwohl er selbst um die Position nachgesucht hatte, ähneln seine Schilderungen aus der Kleinstadt im Sauerland denen eines Verbannten. Sie sind im Übrigen ein Zeugnis für die schwierigen Beziehungen zwischen den zugewanderten protestantischen Preußen und den katholischen Einheimischen.
Keßler schrieb etwa an einen Bekannten in London: „… meine Verweisung nach hierher als eine Art Grablegung betrachtete, so habe ich mich hierin leider nicht getäuscht. So roh und ungeschlacht das Treiben der Menge hier ist, in Garten und Feld, in jedem Gewerbe alles höheren Strebens ermangelnd, so absolut unfruchtbar ist auch dieser Boden für allen edleren geselligen Verkehr. Ob das noch Jugend voll verborgener Kraft, berufen zu dereinstiger schönen Entfaltung … ob’s Alter verdumpft in weiland kölnisch-sauerländischem Pfaffentum und Schmutz. (…)“
Allerdings hoffte Keßler auf einen positiven Einfluss der preußischen Regierung auf Fortschritt in Gesellschaft und Gewerbe. Wohl auch aus diesem Grund lehnte er sowohl den ihm vom Herzog von Meiningen angetragenen Ministerposten wie auch einen Adelstitel ab. Im Jahr 1841 unternahm Keßler mit einem Freund Friedrich von Raumer eine lehrreiche Reise nach England und nahm 1842 am Kölner Dombaufest teil. Im Jahr 1845 trat er in den Ruhestand und starb in Berlin im Jahr 1846.

## Schriften
- Shakespeare's Ende Gut alles Gut, (übersetzt von Georg Wilhelm Keßler), Berlin 1809, Digitalisat
- Shakespeare's Cymbeline (übersetzt von Georg Wilhelm Keßler). 2., verm. Aufl. Leipzig, 1846. (zuerst Berlin, 1809), Digitalisat
- Leben des königlich preussischen Geheimrathes und Doctors der Arzneiwissenschaft Ernst Ludwig Heim. Leipzig, 1835.
- Briefe auf einer Reise durch Süd-Deutschland, die Schweiz und Ober-Italien im Sommer 1808. Leipzig, 1808.  Digitalisat
- Prinz Leopold von Braunschweig. Leipzig, 1844.
- William Shakespeare's Sämmtliche dramatische Werke: übersetzt im Metrum des Originals, Band 5